# Bussières, Saône-et-Loire
Bussières är en kommun i departementet Saône-et-Loire i regionen Bourgogne-Franche-Comté i östra Frankrike. Kommunen ligger i kantonen Mâcon-Sud som tillhör arrondissementet Mâcon. År 2022 hade Bussières 588 invånare.

## Befolkningsutveckling
Antalet invånare i kommunen Bussières
| Referens: INSEE |